# Belles-lettres (littérature)
Pour l’article homonyme, voir Belles-lettres.
L'expression « belles-lettres » désigne un corpus d'œuvres distinguées pour leur valeur littéraire, et, par métonymie, l'étude de ces textes (le mot humanités est également employé dans ce sens). Elle a également servi à qualifier, de manière péjorative ou laudative, une tradition et des courants littéraires selon des critères esthétiques et humanistes.
Le terme évoquait, à la Renaissance, les auteurs antiques et l'étude de leurs œuvres établies comme modèles obligés pour l'écriture. Au cours de la période du Classicisme, la figure des « belles-lettres » a suivi les évolutions majeures qu'a connues la littérature, au centre de quelques questions d'esthétique : érudition ou pédantisme, style personnel ou normatif, rhétorique ou art littéraire, opposant les langues anciennes au français, ou la connaissance poétique à la science savante.
À partir du XIXe siècle, les œuvres du Grand Siècle sont ajoutées au canon littéraire, et les belles-lettres connaissent un regain de faveur, avant un déclin progressif depuis la défaite de 1870 jusqu'à nos jours. La tradition des belles-lettres, c'est Virgile prenant Homère comme modèle pour l'Énéide, Racine s'inspirant à son tour de Virgile pour Andromaque, Chateaubriand plaçant Racine dans le panthéon des Classiques, enfin la critique contemporaine reconnaissant dans Chateaubriand le style de Bossuet et des Anciens.
L'enseignement des belles-lettres est celui de l'histoire d'une pensée et d'un humanisme.

« On aura beau chercher à ravaler le génie de Bossuet et de Racine, il aura le sort de cette grande figure d'Homère qu'on aperçoit derrière les âges : quelquefois elle est obscurcie par la poussière qu'un siècle fait en s'écroulant ; mais aussitôt que le nuage s'est dissipé, on voit reparaître la majestueuse figure, qui s'est encore agrandie pour dominer les ruines nouvelles »

— Chateaubriand, Génie du christianisme, III, IV, V

## De la Renaissance au Classicisme
« La vieille théologie est toute poésie, (disent les sçavants), et la première philosophie. C'est l'original langage des Dieux »

— Montaigne - Essais (1595), De la vanité, chapitre III, IX

### Renaissance deshumanités
Au début du XIVe siècle, Pétrarque, en réaction à la décadence de la civilisation chrétienne, s'applique à faire revivre la culture grecque et romaine de l'Antiquité classique, dans une nostalgie de la science et de la sagesse de l'empire gréco-romain. Les chefs-d'œuvre de la littérature antique doivent constituer le nouveau point de départ, et l'Antiquité fournir un patrimoine philosophique, scientifique, oratoire, littéraire et artistique.
En 1341 Pétrarque reçoit une consécration publique pour l'Africa, épopée en langue latine sur un modèle virgilien, et non pas pour le Canzoniere écrit en langue vernaculaire. Plus tard, reprenant une idée de Cicéron, Érasme écrit : « les hommes dépourvus de ces lettres que, non sans raison, on appelle humanités méritent à peine le nom d'hommes. »
Apparu à la Renaissance dans le prolongement des lettres du Moyen Âge, le terme belles-lettres implique la référence à l'Antiquité redécouverte, et désigne l'ensemble des œuvres littéraires et savantes : « Homère représentait ainsi, depuis l'époque hellénistique, non seulement le père et le plus grand des poètes, mais aussi, et justement à cause de cela, le père de la science, le premier encyclopédiste de l'homme et de la Nature ».

### Des textes de toutes les disciplines de l'esprit

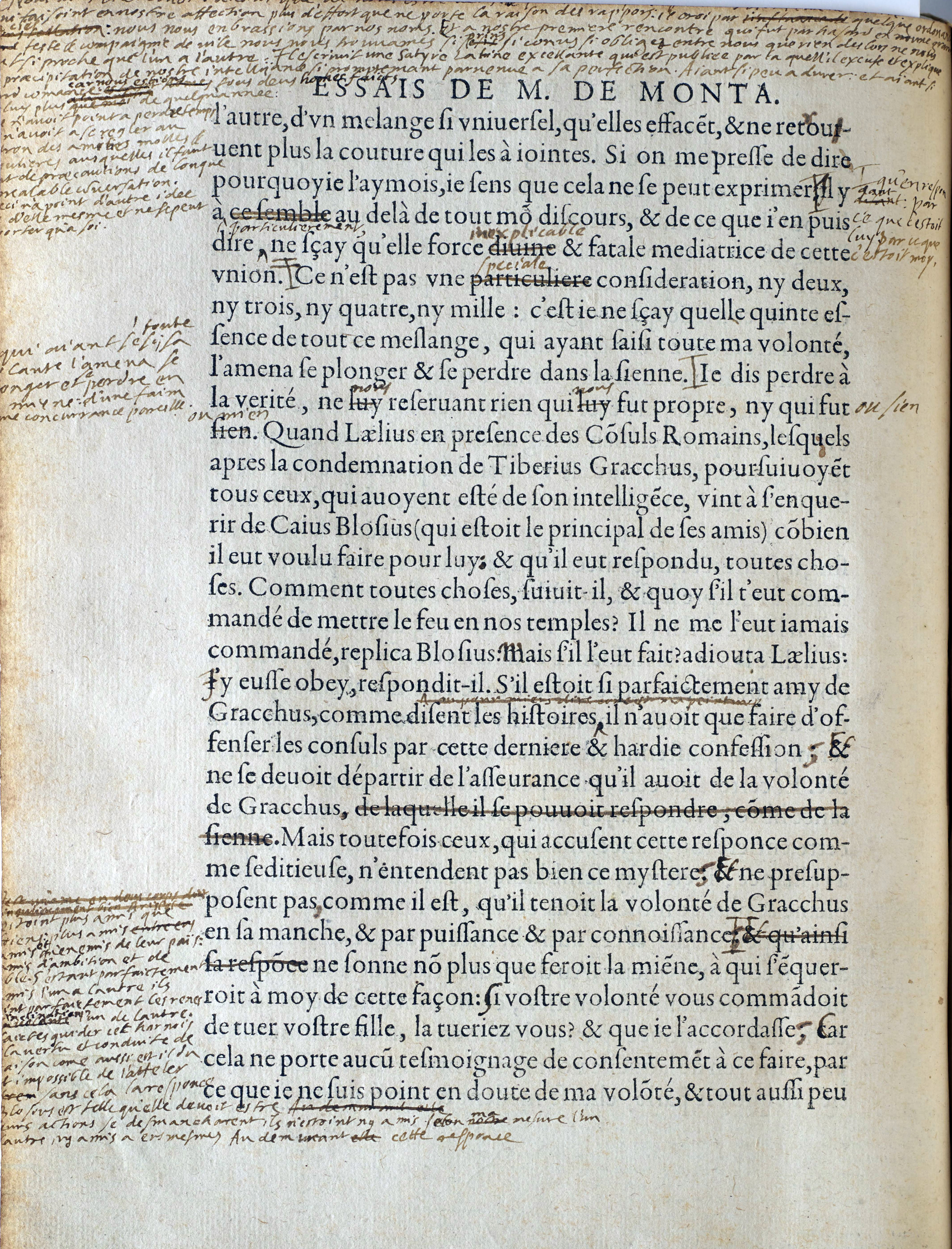
Édition de 1588 des EssaisCes lettres, par le moyen desquelles l'infinité des choses, l'immense grandeur de nature, nous sont descouvertes

Depuis l'Antiquité, les savants sont des lettrés, et les ouvrages faisant partie des belles-lettres peuvent concerner l'ensemble des disciplines, littéraires ou savantes,. Au XIIe siècle, le moine Nicolas de Clairvaux affirme (avec la référence obligée aux Anciens) les lettres comme source de la connaissance savante : « il est un vieux proverbe, une formule souvent répétée par les Anciens : autant l'homme diffère de la bête, autant de l'ignorant le lettré » et jusqu'au XVIIe siècle, le terme belles-lettres désigne simplement (comme d'ailleurs la littérature) l'ensemble des œuvres, orales ou écrites, de toutes les disciplines. Montaigne pouvait affirmer leur universalité en les célébrant : 

« ces lettres, par le moyen desquelles l'infinité des choses, l'immense grandeur de nature, les cieux en ce monde mesme, et les terres, et les mers nous sont descouvertes : ce sont elles qui nous ont appris la religion, la moderation, la grandeur de courage : et qui nous ont arraché nostre ame des tenebres, pour luy faire voir toutes choses hautes, basses, premieres, dernieres, et moyennes : ce sont elles qui nous fournissent dequoy bien et heureusement vivre, et nous guident à passer notre aage sans deplaisir et sans offence. »

Les connaissances ainsi publiées par les disciplines savantes (Géométrie, Astronomie…) restaient cependant en deçà de la curiosité (au sens classique de ce terme) condamnée par l'Église, et la valeur littéraire des textes « prêtait ses grâces aux sciences ». L'étude de ces œuvres est confiée par Colbert à l'Académie Royale des Sciences en 1666 avant d'être transférée à l'Académie Française. Le dictionnaire de Trévoux (1771), à l'entrée amateur, associe explicitement belles-lettres et sciences : « Ce terme [amateur] est propre pour désigner les personnes des belles-lettres, qui ont du goût pour les Sciences, qui s’y appliquent et les cultivent. Il est amateur de l’étude, des curiosités, des tableaux, des coquilles ».

### La référence aux Anciens
« Si quid mea carmina possunt,

nulla dies umquam memori vos eximet ævo »

— Virgile, Enéide, IX v 446-447

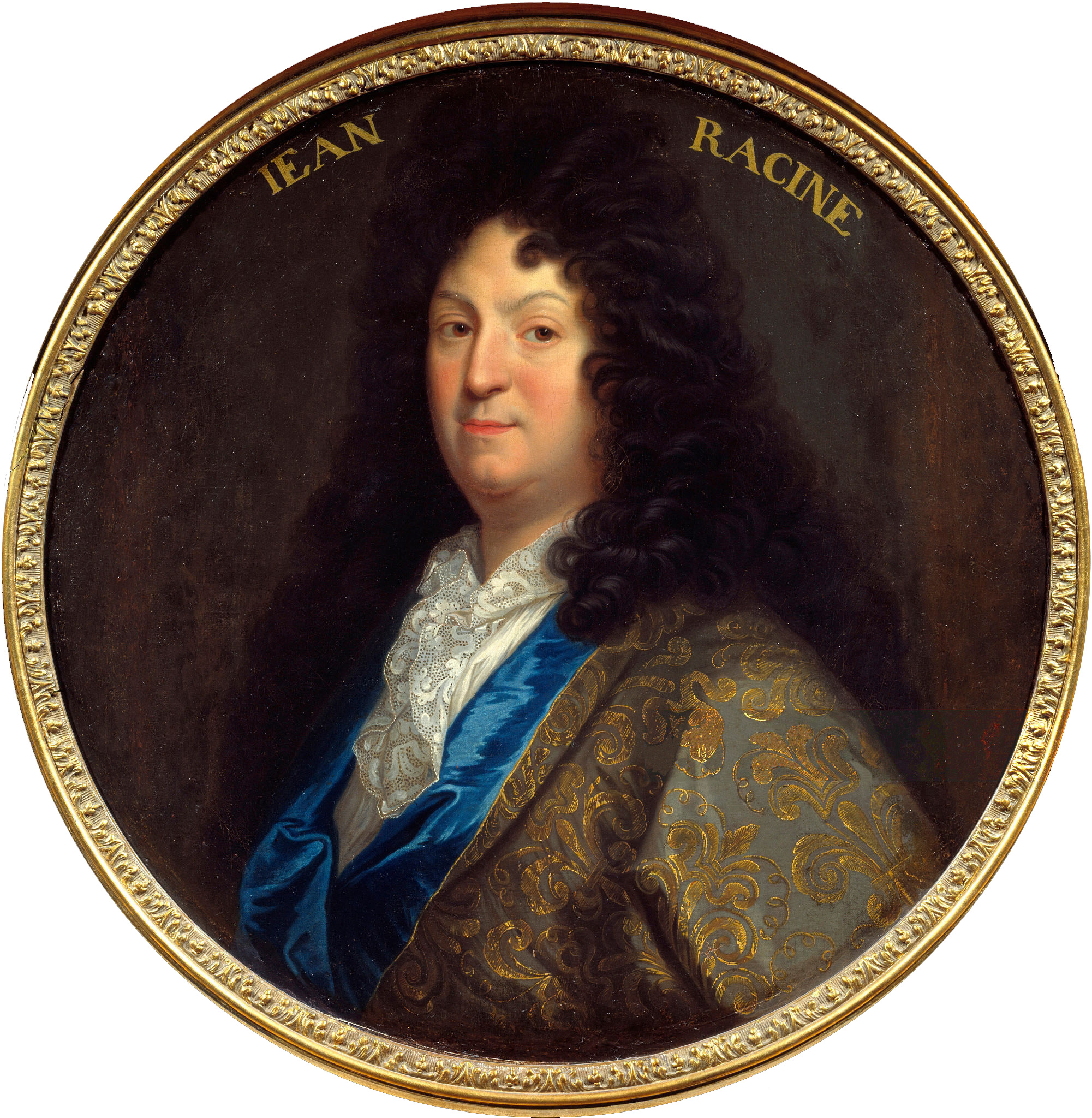
RacineQue diraient Homère et Virgile, s'ils lisaient ces vers ?
(Préface de Britannicus - 1669)

Au Moyen Âge déjà, l'influence de Virgile est présente dans l'œuvre de Dante. La Renaissance redécouvre les textes antiques (« c'est par l'étude des Anciens que le règne des lettres a recommencé en Europe ») qui seront alors durablement la référence obligée en littérature, savante ou littéraire. Les œuvres de Virgile sont une référence pour les poètes de la Renaissance, qu'ils écrivent en latin ou en français, tels Ronsard ou Du Bellay. De même, plus tard, Boileau, ou Scarron se réfèrent explicitement au poète latin. Scarron le fait à travers une parodie, dont le succès atteste cependant que la population érudite du XVIIe siècle a une excellente connaissance de l'œuvre latine antique. Racine, pour Andromaque, et plus tard Voltaire pour La Henriade, s'inspirent de l'Énéide.
L'écriture de Bossuet, imprégnée des Antiques, est ainsi décrite par Chateaubriand (qui, incidemment, décrit par là son propre style) : « trois choses se succèdent continuellement dans les discours de Bossuet : le trait de génie ou d'éloquence ; la citation, si bien fondue avec le texte, qu'elle ne fait plus qu'un avec lui ; enfin la réflexion ou le coup d'œil d'aigle sur les causes de l'évènement rapporté ». La rhétorique est inspirée, pour l'un et l'autre, des textes de l'Écriture, avec ses « dimensions énormes et frappantes ».
Voltaire approuve lui aussi cette référence aux Anciens, par l'étude de leurs œuvres, qui caractérisait les belles-lettres : « un homme qui possède les auteurs anciens, qui a comparé leurs traductions et leurs commentaires, a une plus grande littérature que celui qui, avec plus de goût, s'est borné aux bons auteurs de son pays, et qui n'a eu pour précepteur qu'un plaisir facile (...) On appelle la belle littérature celle qui s'attache aux objets qui ont de la beauté, à la poésie, à l'éloquence, à l'histoire bien écrite ».
En plus d'être un modèle pour le style, l'Antiquité constituait aussi, par référence, une importante source de symboles permettant d'éviter de parler explicitement de thèmes difficiles, politiques, mais aussi pour aborder la religion, l'amour, le désir, la violence, la mort, à l'exemple de Fénelon dans Les Aventures de Télémaque. Elle fournissait également les noms des personnages des romans ou essais à clés, masquant des personnages réels.

### L'enseignement
Depuis le Moyen Âge, l'enseignement des lettres à l'université concerne les textes de toutes disciplines :
« Les universités ont commencé à se former dans le douzieme & treizieme siecles (...) On commençoit ordinairement par étudier les arts pour servir d’introduction aux sciences, & ces arts étoient la grammaire, la dialectique, & tout ce que nous appellons humanités & philosophie. De-là on montoit aux facultés supérieures, qui étoient la physique ou médecine, les lois ou le droit civil ».
La notion de lettres profanes naît au XVIe siècle, les litterae humaniore se distinguant des litterae divinae et sacrae. Elle est repensée et normée par les Jésuites entre le XVIe siècle et le XVIIe siècle, pour constituer l’enseignement d’une classe intermédiaire entre les classes de grammaire et de rhétorique.
Pour être belles les Lettres antiques n'en doivent pas moins être expurgées des passages licencieux que contiennent certains textes latins ou grecs avant d'être mises entre les mains de la jeunesse, Quintilien le disait déjà : « les Grecs prononcent de nombreuses paroles licencieuses, et je ne voudrais pas expliquer certains passages d'Horace ». Dans la France classique, Port-Royal eut l'initiative de ce « triage ingénieux, qu'on cesse d'apprécier sitôt qu'on est en âge de goûter pleinement les choses, mais dont on ne saurait se dispenser à l'égard de toute enfance innocente », pour reprendre les termes qu'emploiera plus tard Sainte-Beuve pour évoquer cette censure.
Depuis la Renaissance, et jusqu'au XVIIe siècle, l'apprentissage de l'écriture se faisait en traçant des mots latins ; avec l'étude directe des écrivains antiques, la langue française avait été envahie, débordée, subissant une indigestion grecque et latine. Mais progressivement, la langue française s'établit et se fixe, sous l'influence en particulier de Malherbe et de Guez de Balzac. Cependant, les belles-lettres correspondent encore à une éducation savante, qui sépare savants et gens de qualité, mais aussi des personnalités comme Pascal, qui n'en eut « aucune teinture » au contraire de Pierre Nicole, qui savait parfaitement les belles-lettres et était capable encore de réciter 4 000 vers de l'Énéide à l'âge de 70 ans. La Petite école de Port-Royal contribue à rapprocher ces deux sociétés, en familiarisant, comme avant, les élèves avec les livres latins et grecs par l'apprentissage de la traduction des textes antiques, mais seulement après avoir enseigné à écrire et parler proprement dans la langue française.

### Les Académies
« Former une société de personnes versées dans la Physique & dans les Mathématiques, avec d'autres uniquement occupées de ce que l'on appelle Belles-Lettres »

— Encyclopédie (1663)

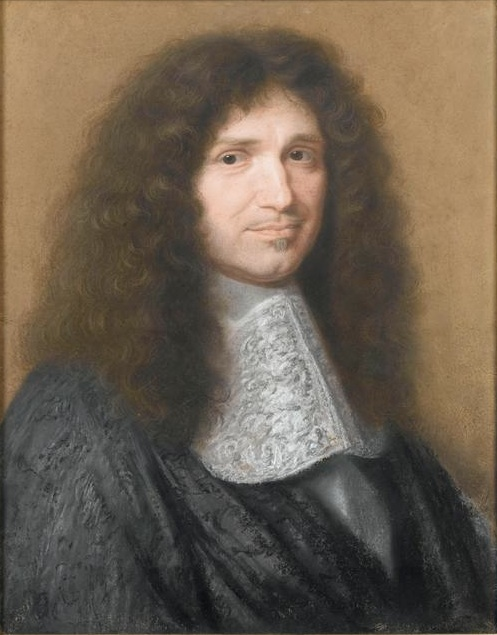
Colbert

L'Académie Française, fondée en 1655, était une « compagnie de gens de lettres, dont l’objet est de travailler à la perfection de la Langue françoise (...) Là ils s’entretenoient familièrement de toutes sortes de choses, d’affaires, de nouvelles, de belles lettres. Si quelqu’un de la compagnie avoit fait quelque ouvrage, il le communiquoit volontiers à tous les autres, qui lui en disoient librement leur avis ; & dans la suite, quand ils parloient de ce temps-là, & de ce premier âge de l’Académie, ils en parloient comme d’un âge d’or ».

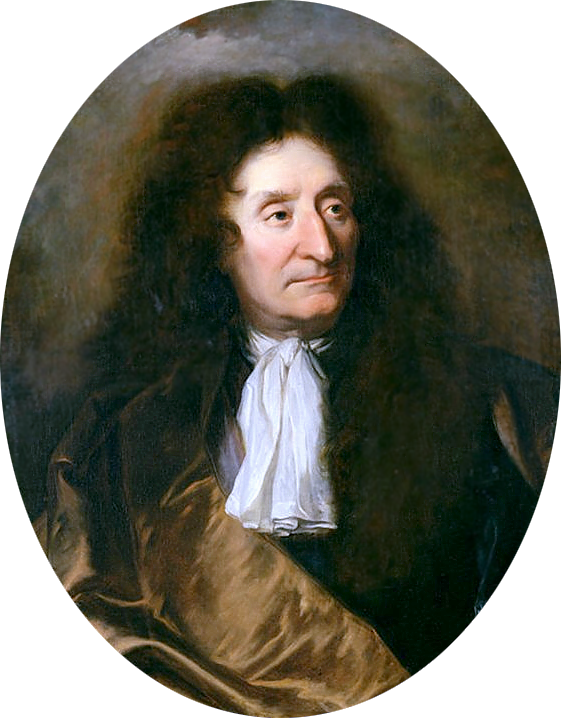
Jean de La Fontaine Papillon du Parnasse

L'académie royale des Inscriptions et Belles-lettres, fondée en 1663, reçut alors la charge des belles-lettres, avant que Colbert la confie à l'Académie Royale des Sciences en 1666, soulignant ainsi le lien toujours fort entre les sciences savantes et littéraires : « M. Colbert après avoir conféré à ce sujet avec les savans les plus illustres & les plus éclairés, résolut de former une société de personnes versées dans la Physique & dans les Mathématiques, auxquels seroient jointes d’autres personnes savantes dans l’Histoire & dans les matieres d’érudition, & d’autres enfin uniquement occupées de ce qu’on appelle plus particulièrement Belles-Lettres, c’est-à-dire, de la Grammaire, de l’Eloquence & de la Poësie. »
Jean de La Fontaine est élu en 1684 à l'Académie Française, et Patrick Dandrey souligne que ce poète n'a (presque) jamais rien inventé. Dans une vision humaniste des Lettres, on est singulier non pas par une invention, mais par l'adaptation et l'appropriation de ce que d'autres ont déjà dit, le tenant eux-mêmes d'autres déjà auparavant, et avec l'espoir que d'autres encore le rediront encore mieux : « appropriation et fusion de soi dans le collectif ». Dans son discours de réception à l'Académie Française, La Fontaine illustre cette conception de l'écrivain de belles-lettres, « Papillon du Parnasse et semblable aux abeilles (...) / Tu changes tous les jours de manière et de style / Tu cours en un moment de Térence à Virgile ».

### Les devises de l'Apollon chrétien

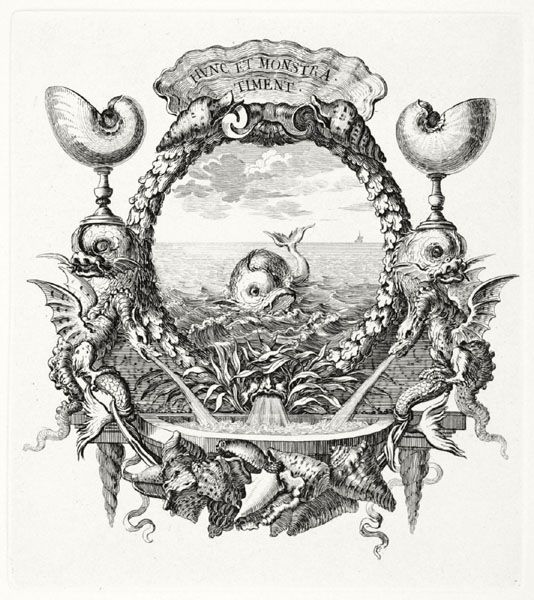
Devise des tapisseries du Roy(1693-1705)HUNC ET MONSTRA TIMENT

La devise est un genre artistique depuis le XVIe siècle, genre mineur associant une mention en latin (la devise proprement dite) et un dessin représentant souvent un bestiaire inspiré des fables d'Esope. Un ensemble de telles devises constituait alors le portrait moral d'un personnage, et associait ainsi belles-lettres et art, observation scientifique (avec l'histoire naturelle des doctes) et perception poétique (avec les fables animalières des lettrés), et, comme chez Virgile, « la passion politique [y est] inséparable d'une perception poétique des choses, à la fois précise et exquise ; l'exigence scientifique inséparable d'un émerveillement poétique et religieux ; les « Lettres et les Arts » associés au sens du grand air et de la vie rurale et cosmique. »
La réalisation d'un tel portrait à la gloire de Louis XIV, Apollon chrétien, fut confiée à la Petite Académie, nommée pour cette raison Académie des Inscriptions et belles-lettres. Les devises étaient destinées à orner un ensemble de tapisseries.
« Le Roi regarda donc comme un avantage pour la Nation l’établissement d’une Académie qui travailleroit aux Inscriptions, aux Devises, aux Médailles, & qui répandroit sur tous ces monumens le bon goût & la noble simplicité qui en font le véritable prix.(...) On compte entre les premiers travaux de l’Académie le sujet des desseins des tapisseries du Roi. »

### Le point de vue des encyclopédistes
« en matiere d’érudition, les originaux anciens, dont le nombre n’est pas infini à beaucoup près, & dont la lecture faite avec réflexion, dispense de celle de tous les modernes ; car ceux-ci ne peuvent être, quand ils sont fideles, que l’écho de leurs prédécesseurs. Nous ne parlons point des belles-lettres pour lesquelles il ne faut que du génie & quelques grands modeles, c’est-à-dire bien peu de lecture. »

— Encyclopédie, Avertissement des Éditeurs - Tome 3
Entreprise au cours des années 1740, l'Encyclopédie ou Dictionnaire raisonné des sciences, des arts et des métiers ne comporte pas d'entrée belles-lettres, qui définirait ce terme au début du XVIIIe siècle. Quelques articles font cependant intervenir cette expression, et permettent d'appréhender sa polysémie en éclairant les enjeux et les débats qu'elle soulève :
- revendication de valeurs humanistes,
- l'érudition au risque du pédantisme, le style au risque de la préciosité,
- opposition de la rhétorique et de l'art littéraire, opposition des styles naturel et sublime,
- complémentarité entre les lettres et les sciences comme sources de connaissances nouvelles.

| Article                            | Définition | Développements (extraits) |
| DISCOURS PRÉLIMINAIRE (d'Alembert) | « L’Encyclopédie que nous présentons au Public, est, comme son titre l’annonce, l’Ouvrage d’une société de Gens de Lettres » | « Malherbe, nourri de la lecture des excellens Poëtes de l’antiquité, & prenant comme eux la Nature pour modele, répandit le premier dans notre Poësie une harmonie & des beautés auparavant inconnues (...) Racine s’ouvrant une autre route, fit paroître sur le Théatre une passion que les Anciens n’y avoient guere connue ; & développant les ressorts du cœur humain, joignit à une élégance & une vérité continues quelques traits de sublime. »                                 |
| HUMANITÉS (Abbé Mallet)            | « signifient les lettres humaines, c’est-à-dire l’étude de la Grammaire, du Grec & du Latin, de la Poésie, de la Rhétorique & des anciens Poëtes, Orateurs, Historiens, en un mot tout ce qu’on a coutume d’enseigner dans les colleges, depuis la sixieme jusqu’à la Philosophie exclusivement. »                                      | « On croit qu’on a nommé les belles-lettres humanités, parce que leur but est de répandre des graces dans l’esprit, & de la douceur dans les mœurs, & par-là d’humaniser ceux qui les cultivent. » |
| LITTÉRATURE (Jaucourt)             | « terme général, qui désigne l’érudition, la connoissance des belles-lettres & des matieres qui y ont rapport. Voyez le mot Lettres, où en faisant leur éloge on a démontré leur intime union avec les Sciences proprement dites. » | « Il ne faut pas douter que l’une des principales raisons qui ont fait tomber les belles-lettres, ne consiste en ce que plusieurs beaux-esprits prétendus ou véritables, ont introduit la coutume de condamner, comme une science de collége, les citations de passages grecs & latins, & toutes les remarques d’érudition. Ils ont été assez injustes pour envelopper dans leurs railleries, les écrivains qui avoient le plus de politesse & de connoissance de la science du monde. » |
| LETTRES (les)                      | « ce mot désigne en général les lumieres que procurent l’étude, & en particulier celle des belles-lettres ou de la littérature. » | « chez les Grecs l’étude des lettres embellissoit celle des sciences, & l’étude des sciences donnoit aux lettres un nouvel éclat (...) Dans le dernier siecle, si glorieux à la France à cet égard, les lettres & les sciences s’enrichissoient mutuellement par l’intimité de leur commerce (...) Pour les rendre florissantes, il faut que l’esprit philosophique, & par conséquent les sciences qui le produisent, se rencontre dans l’homme de lettres »                             |
| GENS DE LETTRES (Voltaire)         | « ce mot répond précisément à celui de grammairiens chez les Grecs & les Romains. » | « C’est un des grands avantages de notre siecle, que ce nombre d’hommes instruits qui passent des épines des Mathématiques aux fleurs de la Poésie, & qui jugent également bien d’un livre de Métaphysique & d’une piece de théatre (...) Ils furent écartés de la société jusqu’au tems de Balzac & de Voiture ; ils en ont fait depuis une partie devenue nécessaire. » |
| RHÉTORIQUE (Bernard Lamy)          | « art de parler sur quelque sujet que ce soit avec éloquence & avec force.. » | « la rhétorique est d’un usage fort étendu, elle renferme tout ce qu’on appelle en françois belles-lettres, en latin & en grec philologie ; savoir les belles-lettres, ajoute-t-il, c’est savoir parler, écrire, ou juger de ceux qui écrivent (...) car l’éloquence est dans les sciences ce que le soleil est au monde ; les sciences ne sont que ténebres, si ceux qui les traitent ne savent pas écrire. »                                                                           |
| ÉRUDITION (d'Alembert)             | « On a réservé le nom de science pour les connoissances qui ont plus immédiatement besoin du raisonnement & de la réflexion, telles que la Physique, les Mathématiques, &c. & celui de belles-lettres pour les productions agréables de l’esprit, dans lesquelles l’imagination a plus de part, telles que l’Eloquence, la Poésie, &c » | « ne fait-on pas aussi quelque reproche à l’étude des sciences exactes, celui d’éteindre ou d’affoiblir l’imagination, de lui donner de la sécheresse, de rendre insensible aux charmes des belles-lettres & des Arts, d’accoûtumer à une certaine roideur d’esprit qui exige des démonstrations, quand les probabilités suffisent, & qui cherche à transporter la méthode géométrique à des matieres auxquelles elle se refuse ? »                                                      |

## DesLettresà lalittérature
« Cependant malgré la critique amere des bouffons ignorans, nous osons assurer que les lettres peuvent seules polir l’esprit, perfectionner le goût, & prêter des graces aux Sciences. Il faut même pour être profond dans la Littérature, abandonner les auteurs qui n’ont fait que l’effleurer & puiser dans les sources de l’antiquité, la connoissance de la religion, de la politique, du gouvernement, des lois, des mœurs, des coutumes, des cérémonies, des jeux, des fêtes, des sacrifices & des spectacles de la Grece & de Rome. Nous pouvons appliquer à ceux qui seront curieux de cette vaste & agréable érudition, ce que Plaute dit plaisamment dans le prologue des Ménechmes : « La scène est à Epidamne, ville de Macédoine ; allez-y, Messieurs, & demeurez-y tant que la piece durera. »

— Encyclopédie, Littérature
Pendant la période du classicisme, le terme belles-lettres est utilisé pour des acceptions variables dans les querelles littéraires. À la fin de cette période, à la chute de l'Ancien Régime, elles apparaissent déconsidérées en tant que corpus ou comme courant esthétique, alors que la littérature (au sens moderne) s'est émancipée des Antiques, et que les sciences exactes sont autonomes.

### Revendication d'un style personnel

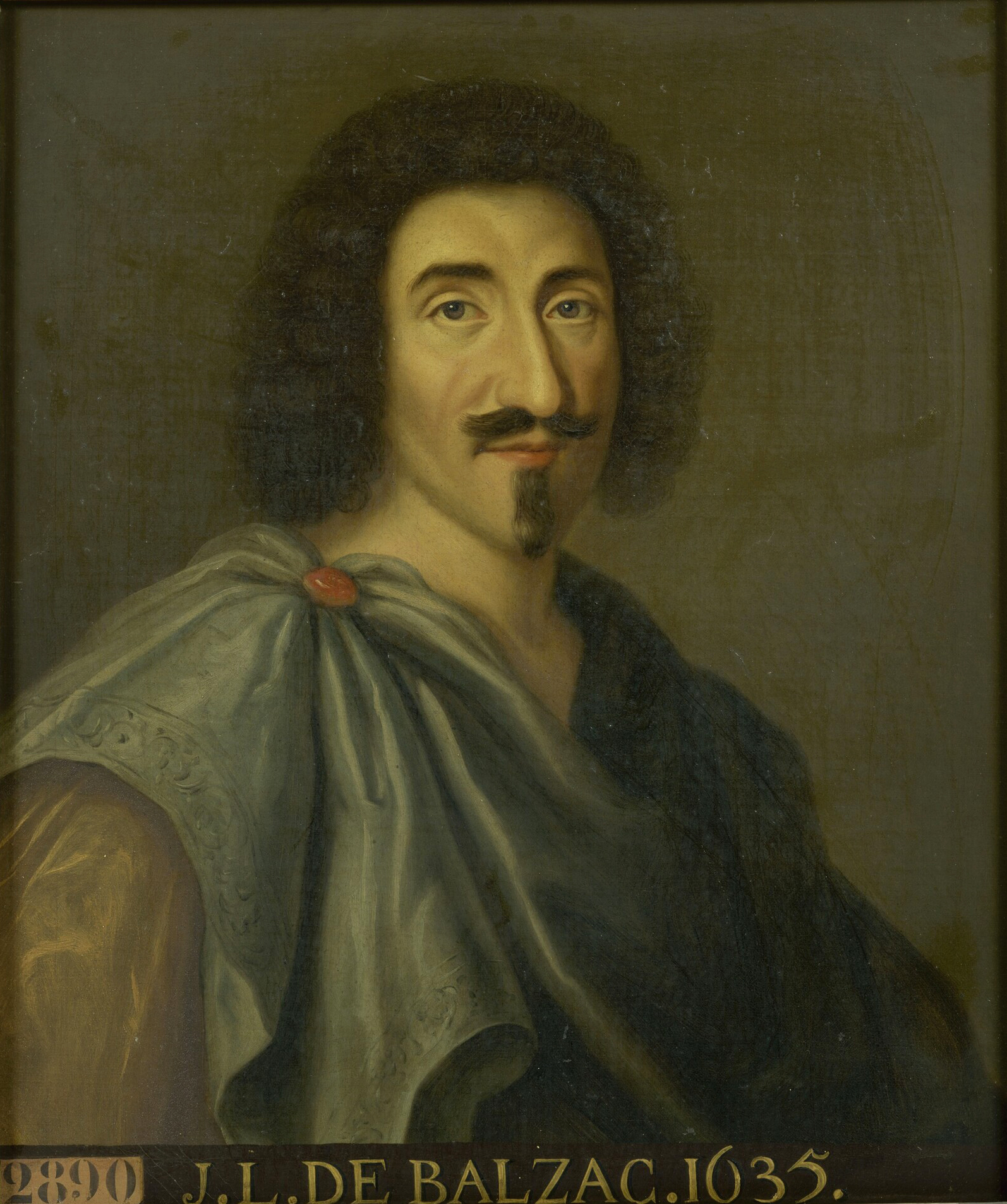
Guez de BalzacLa Grèce proscrivit celui qui ajouta une corde à la lyre

En 1624 Guez de Balzac publie un recueil de Lettres,
et le terme belles-lettres est alors utilisé pour stigmatiser le style esthétisant de l'auteur, cité pour cette raison, avec Vincent Voiture, dans un Dictionnaire des Précieuses du XVIIe siècle qui mentionnait également quelques hommes. Ces Lettres, destinées à de hauts personnages, étaient écrites en prose oratoire soignée, et leur style fut critiqué d'être trop beau.
Dans ce sens péjoratif, le terme souligne alors un caractère trop apprêté, orné, une parole fleurie, d'un auteur plus préoccupé de plaire que d'instruire : une élégance excessive de forme dissimulant la minceur du fond.

Guez de Balzac, premier écrivain ainsi qualifié dans un sens péjoratif, revendique cet esthétisme, dans le contexte de la Querelle des Anciens et des Modernes : 

« Je prends l'art des anciens comme ils l'eussent pris de moi si j'eusse été le premier au monde, mais je ne dépends pas seulement de leur esprit, ni ne suis pas né leur sujet pour ne suivre que leurs lois, et leur exemple. Au contraire, si je ne me trompe, j'invente beaucoup plus heureusement que je n'imite (...) je cherche de même en l'éloquence des beautés qui n'ont été connues de personne. »

Saint-Évremond souligne le style de Voiture, qui s'émancipe des modèles antiques : « ses ouvrages ont je ne sais quoi de si ingénieux et si poli, de si fin et si délicat, qu'ils font perdre le goût de l'attique et des urbanités romaines, qu'ils effacent tout ce que nous voyons de plus spirituel chez les Italiens, et de plus galant chez les Espagnols ».
Opposant la surprise de ces beautés nouvelles à la reconnaissance de citations des textes antiques, extraits des florilèges et des lieux communs chers à Montaigne, il promeut avec Guez de Balzac une prose d'art où le moi se dévoile avec élégance et urbanité, et invente une littérature moderne. Le plaisir y prend le pas sur l'érudition, et le style sublime sur le style naturel des Anciens : Malherbe ajoute de nouvelles beautés au style naturel reconnu aux Anciens, et Racine ajoute le sublime au tragique des Anciens.
Un courant se développe ainsi dans le prolongement du baroque littéraire, dans lequel le style, personnel, excède la détermination générique et rhétorique des règles de l'Antiquité : Jean de La Fontaine, Voiture, mais aussi Madame de La Fayette pour la Princesse de Clèves et Bossuet pour ses Sermons, alimentent par leurs œuvres des débats sur ce thème. Ce courant, héritier également des excentricités baroques, s'oppose au style classique, qui met en avant l'ordre, l'harmonie, et l'équilibre, dans le respect des Anciens.
Fénelon résume prudemment les positions qui s'opposent : « les Modernes, qui ont beaucoup d'élégance et de tours ingénieux, se flattent de surpasser les Anciens, qui n'ont que la simple nature », et souligne que dans les chefs-d'œuvre grecs « tout est simple, mesuré, tout est borné à l'usage. On y voit ni hardiesse, ni caprice, qui impose aux yeux ».
Les œuvres ainsi qualifiées de belles-lettres se distinguent par l'usage du versant haut de la langue commune, son usage exemplaire, et par la singularité (l'inouï) propre à créer la surprise. L'Art de la conversation, pratique mondaine du XVIIe siècle et du XVIIIe siècle s'inscrit dans ce courant, en se démarquant de la conversation savante ou érudite par la recherche collective, essentielle, d'un plaisir esthétique : trait d'esprit, sublime... Sa nature discursive s'appuie sur la rhétorique antique.
Au contraire, Pascal privilégie l'humanisme qu'il associe au style réputé naturel des Anciens : « quand on voit le style naturel, on est tout étonné et ravi, on s'attendait à voir un auteur et on trouve un homme »

### Séparation des sciences normatives

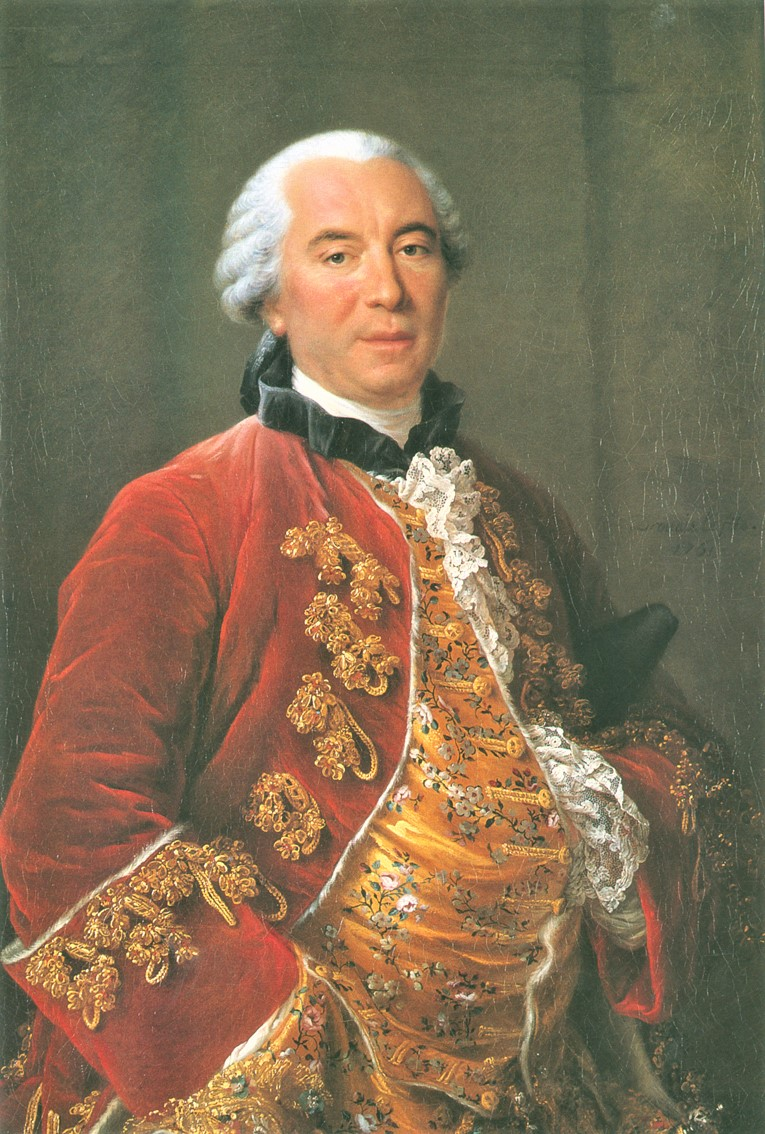
BuffonLes belles-lettres ont permis aux sciences de se rendre polies grâce à l'art d'écrire

Jusqu'à la fin du XVIIe siècle, le terme belles-lettres incluait également, dans un « encyclopédisme humaniste », l'ensemble des sciences : « on appelle les Lettres humaines, et abusivement les belles-lettres, la connaissance des poètes et des orateurs ; au lieu que les vraies belles Lettres sont la Physique, la Géométrie, et les sciences solides ».
Au début du XVIIIe siècle, Homère ne peut plus être le père des sciences et de l'encyclopédie naissantes, mais les savants eux-mêmes s'autoréfèrent encore comme République des Lettres et non comme République des Sciences et selon ce point de vue, les sciences ressortissent autant de culture et d'art que du jugement, de l'observation ou du raisonnement. La démarche intellectuelle des Sciences, douter et croire à propos, « pourroit bien être l'ouvrage de la Critique, &, par conséquent, appartenir aux Lettres » et « dans les divers empires où les lumières ont fait des progrès, les belles-lettres ont toujours devancé les sciences ».
Les recherches esthétisantes de Voiture et de Balzac contribuent, selon Voltaire, à différencier les sciences et la littérature et ces disciplines se constituent progressivement, comme le montrent l'attribution des compétences relatives aux belles-lettres d'abord à l'Académie des sciences, puis à l'Académie française, et les querelles qui agitèrent ces académies autour de cette question.
Les anciens, qui considèrent que ce sont les Académie des Sciences qui « ont permis aux sciences de se rendre polies grâce à l'art d'écrire » après avoir rendu possible la Renaissance (« débrouillement du chaos »), s'opposent aux savants plus Modernes qui délaissent la position esthétique dans leurs interventions devant l'Académie ou leurs publications. Fontenelle, qui se range du côté des Modernes dans la Querelle qui les oppose aux Anciens, publie cependant une vulgarisation scientifique écrite sur un ton galant (les Entretiens sur la pluralités des mondes), est élu à l'Académie des Sciences mais aussi à l'Académie Française.
D'autres querelles naissent dans le monde savant sur la question de la naissance d'une langue scientifique, autonome. Ainsi Buffon pour son Histoire naturelle adopte un style ampoulé et emphatique s'inscrivant dans la tradition des belles-lettres, et considéré par les Modernes comme inadapté à un traité scientifique, alors que Linné publie un ouvrage savant de nomenclature et description scientifiques, le Systema Naturæ. Buffon critique en retour l'œuvre de Linné : « qui ne voit que cette façon de connaître n'est pas une science, et que ce n'est tout au plus qu'une convention, une langue arbitraire, un moyen de s'entendre, mais dont il ne peut résulter aucune connaissance nouvelle ? ».
Buffon rejoint donc la position esthétique de Guez de Balzac dans la revendication du style, mais pour maintenir les ouvrages savants dans la littérature et s'opposer à l'autonomie qu'ils acquièrent par l'émergence d'une langue savante : 

« un beau style n'est tel en effet, que par le nombre infini de vérités qu'il présente. Toutes les beautés intellectuelles qui s'y trouvent, tous les rapports dont il est composé, sont autant de vérités aussi utiles, et peut-être plus précieuses pour l'esprit humain, que celles qui peuvent faire le fond du sujet (...) Le sublime ne peut être que dans les grands sujets. La poésie, l'histoire et la philosophie ont toutes le même objet, et un très grand objet, l'homme et la Nature. La philosophie décrit et peint la Nature ; la poésie la peint et l'embellit. »

D'autre part, depuis cette séparation, les sciences normatives ne sont plus présentées dans l’histoire de l’élaboration de leurs concepts mais, implicitement, comme une suite d’erreurs aboutissant aux lois de calculs en vigueur. Au contraire, la littérature est présentée à travers l'histoire d'une pensée, où les Classiques sont les héritiers des Antiques.

### Émancipation de la littérature
Alors qu'au XVIIe siècle l'idée de style personnel est encore anachronique, la revendication de Guez de Balzac de « chercher en l'éloquence des beautés connues de personne » marque le début de la séparation entre rhétorique et poétique, et la naissance comme discipline autonome, de la littérature, au sens moderne de l'art d'écrire en prose ou en vers. Les belles-lettres esthétisantes (c'est-à-dire d'une valeur littéraire revendiquée) s'opposent alors par leurs qualités, l'originalité dans leur style, le ton, l'emploi de nouveaux mots, et la manière belle, subtile et originale d'agencer et de créer une œuvre littéraire, aux autres disciplines littéraires (au sens classique), plus sévères ou savantes.
Par ironie, le terme belles-lettres est utilisé par les anciens également, mais de manière péjorative, pour stigmatiser la bourgeoisie, qui donnerait la prééminence à la forme faute de maîtriser la connaissance véritable (des Lettres de l'Antiquité). Le parti opposé, les Modernes, créent un néologisme, le mot érudit, pour désigner les écrivains qui se réfèrent encore excessivement aux auteurs antiques. L'opposition entre belles-lettres (employé ironiquement par les anciens contre les modernes) et pédantisme (excès d'érudition, terme employé par les modernes contre les anciens) se poursuivra jusqu'à la chute de l'Ancien Régime.
La fin politique de l'aristocratie marque également celle de la culture discursive (l'Art de la conversation) et la question des belles-lettres ne concerne alors plus que l'écrit, marquant le déclin de la rhétorique. Au début du XIXe siècle l'usage d'une langue littéraire écrite est ainsi définitivement consacré, conservant la référence aux Anciens mais sans pédantisme, mais jusqu'à la révolution de la marchandisation du livre dans les années 1830, la production littéraire reste, avec la rhétorique, « l'avatar sublimé des pouvoirs de l'éloquence ».

## Retour desbelles-lettresauXIXesiècle
« Les hommes, assoiffés de foi et de repos, redemandèrent à grands cris leurs anciennes croyances »

— Molé, Souvenirs
Après la Révolution, le style et l'éloquence sont des valeurs suspectes : de la chaire ecclésiale à la tribune, ils ont pu justifier tous les excès. Germaine de Staël cherche à définir une littérature nouvelle mais, avec le Consulat, la contre-révolution culturelle triomphe sur l'esprit philosophique des Lumières. Les grands auteurs français classiques du Grand Siècle sont associés aux auteurs latins et grecs, inclus dans un enseignement de plusieurs années consacré aux belles-lettres, sous l'influence de Louis de Fontanes qui contribue au retour aux références traditionnelles dans l'enseignement, puis avec Chateaubriand et le parti de l'Église.

### Madame de Staël: terminer la Révolution

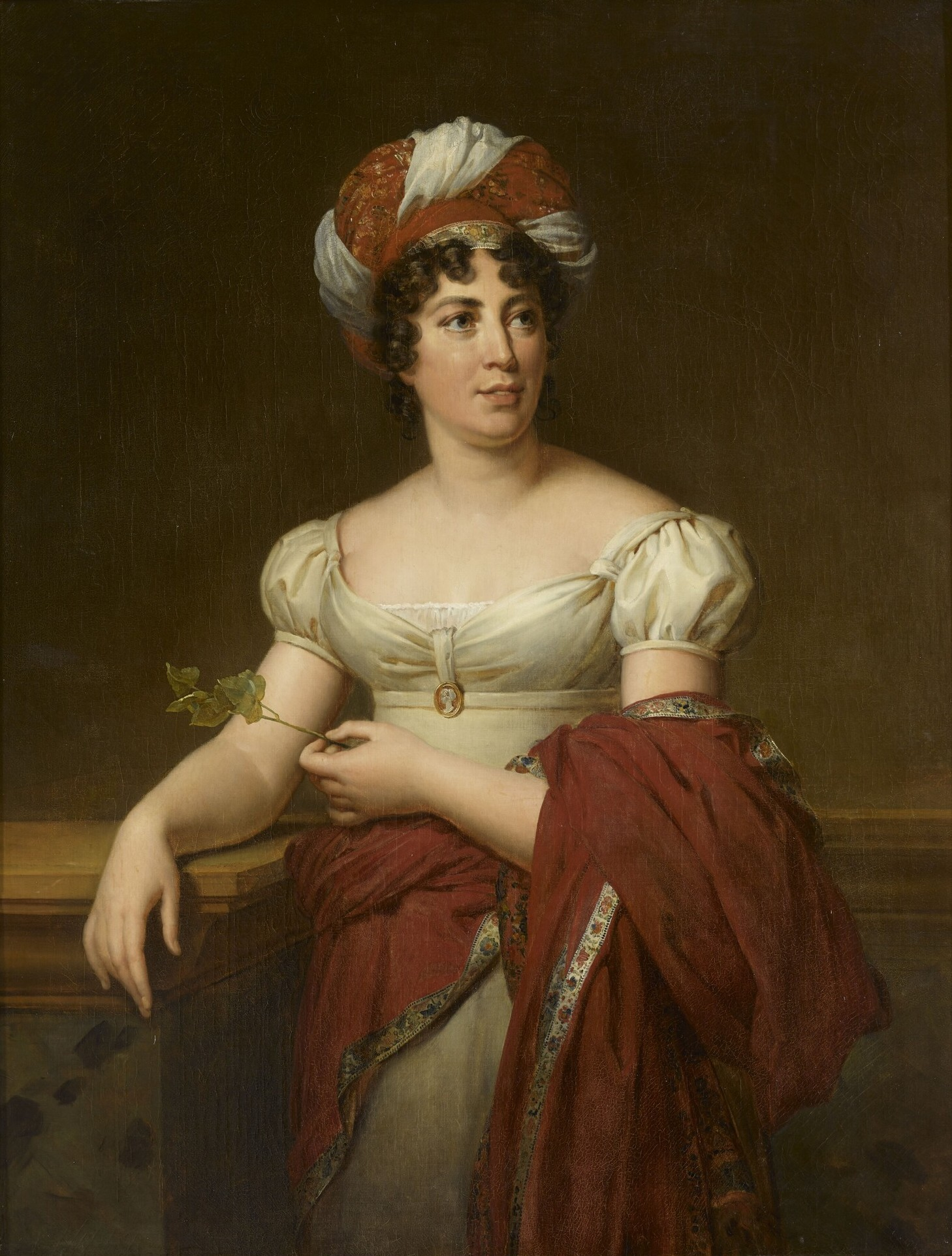
l'élévation du langage, dignité de l'homme en présence des hommes.

En 1800, après la décadence des Lettres résultant de la révolution, Germaine de Staël cherche à valoriser une rhétorique de la conviction et une littérature pédagogique ne reniant pas les acquis de l'Ancien Régime, mais débarrassée de la référence obligée aux Anciens et aux classiques louis-quatorziens. En particulier elle reconnaît la valeur du style, avec une analogie évoquant les anciennes notions de ton et de maintien, développées par l'Art de la conversation : 

« le style représente, pour ainsi dire, au lecteur le maintien, l'accent, le geste de celui qui s'adresse à lui (...) il faut toujours qu'il ait de la noblesse dans les objets sérieux. Aucune pensée, aucun sentiment ne perd pour cela de son énergie ; l'élévation du langage conserve seulement cette dignité de l'homme en présence des hommes, à laquelle ne doit jamais renoncer celui qui s'expose à leurs jugements. Car cette foule d'inconnus qu'on admet, en écrivant, à la connaissance de soi-même, ne s'attendent point à la familiarité. »

Elle ne reconnaît cependant au style des auteurs des belles-lettres de l'Ancien Régime qu'une valeur esthétique, et non rhétorique. Ainsi « M. de Buffon s'est complu dans l'art d'écrire, et l'a porté très loin ; mais quoiqu'il fût du XVIIIe siècle, il n'a point dépassé le cercle des succès littéraires : il ne veut faire, avec de beaux mots, qu'un bel ouvrage ; il ne demande aux hommes que leur approbation ; il ne cherche point à les influencer, à les remuer jusqu'au fond de leur âme ; la parole est son but autant que son instrument ; il n'atteint donc pas au plus haut point de l'éloquence ».

### Fontanes: enseignement desbelles-lettres

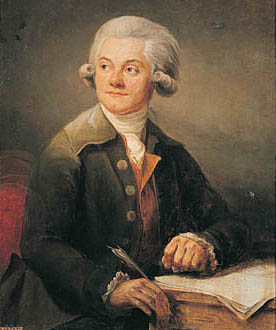
FontanesCette étude si variée, si attrayante nous procure les plaisirs les plus délicats, les plus purs et les plus durables que puisse goûter l'homme qui pense.

En 1802, les lycées sont institués, et Louis de Fontanes, poète classique, proche de Bonaparte, préside une commission chargée du programme d'enseignement. Cette commission reprend les recommandations de Charles Rollin au début du XVIIIe siècle, présentant et enseignant les œuvres modernes en regard des auteurs antiques, comme le fera également Chateaubriand dans Le Génie du Christianisme, mais suivant en cela l'émancipation des auteurs français entreprise par Charles Rollin dès 1726, par exemple :
- pour les historiens, Tite-Live et Tacite sont placés en référence de Grandeur et décadence des Romains de Montesquieu ;
- pour la poésie, Virgile et Lucrèce introduisent la poésie de la Henriade de Voltaire ;
- pour le théâtre, Térence est associé au Misanthrope de Molière ;
- pour l'éloquence, Cicéron est une référence pour les Sermons de Bossuet et de Massillon ;
- pour la rhétorique, Horace et Boileau fournissent les textes théoriques fondamentaux des belles-lettres

Sous l'Ancien Régime les Humanités étaient l'enseignement de six années. Ce programme de deux années de belles-lettres intervient maintenant en fin du cycle, « pour enfin achever et embellir l'ouvrage de toutes les autres ».
Les apports attendus de cet enseignement sont d'abord moraux : « élévation, noblesse et sensibilité de l'âme, énergie et aménité du caractère, des mœurs douces et polies, des inclinations bienfaisantes et généreuses, l'amour de la justice et l'humanité », perpétuant les valeurs de l'humanisme.
La commission présidée par Fontanes recommande aux pédagogues de s'aider de deux ouvrages : le premier, le Traité des études de Charles Rollin publié en 1726, et le second, Principe généraux des belles-lettres de Louis Domairon (1784) qui est selon son auteur, un petit cours complet de belles-lettres : grammaire du bon usage, rhétorique normative, poétique détaillée et histoire littéraire.
Un autre ouvrage de Leçons de littérature et de morale publié en 1804, reprend également un jugement de Rollin s'opposant au courant philosophique des Lumières : « il ne s'agit pas pour lors, de faire comprendre aux jeunes gens la suite d'un raisonnement long et obscur, ce qui est beaucoup au-dessus de leur âge, mais de les former à la pureté du langage, et de leur donner de bons principes ».
À la fondation des lycées, l'enseignement littéraire perpétue ainsi la tradition du XVIIIe siècle et l'héritage des Anciens. Le latin est roi et les modèles sont à Rome. La modernité des Lumières est refusée, certaines œuvres françaises du Grand siècle ont une position renforcée. Selon Norbert Savariau, c'est cet enseignement conciliant plaisir du texte, savoir et savoir-faire, qui a lancé les jeunes gens sur la voie de la composition, favorisant la richesse littéraire du XIXe siècle.

### Chateaubriand: célébration desGénies-mères

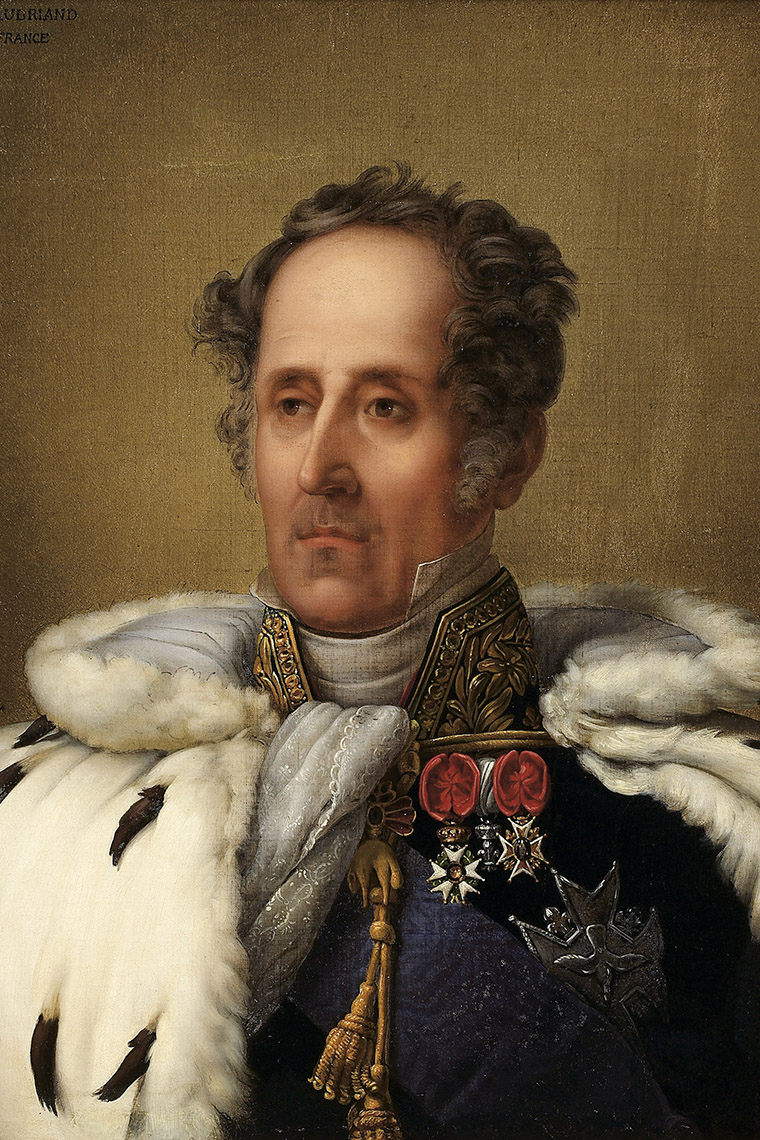
ChateaubriandLe goût et l'éloquence, trésors de l'expression.

Chateaubriand ajoute aux textes antiques, comme nouvelle référence des belles-lettres, le corpus littéraire du classicisme français, l'opposant à la littérature savante et philosophique qui interdit l'accès aux trésors de l'expression, caractérisée par « l'esprit raisonneur, les définitions abstraites, le style scientifique, et avec lui le néologisme, choses mortelles au goût et à l'éloquence ». Les auteurs antiques et classiques sont ainsi opposés aux épigones des Lumières et sont les génies-mères sources de la connaissance pour tous les arts, retrouvant la tradition classique :

« Homère a fécondé l'Antiquité : Eschyle, Sophocle, Euripide, Aristophane, Horace, Virgile sont ses fils. Dante a engendré l'Italie moderne depuis Pétrarque jusqu'au Tasse. Rabelais a créé les lettres françaises ; Montaigne, La Fontaine, Molière viennent de sa descendance (...) Ils ouvrent des horizons d'où jaillissent des faisceaux de lumière ; ils sèment des idées, germes de mille autres ; ils fournissent des imaginations, des sujets, des styles à tous les arts ; leurs œuvres sont les mines ou les entrailles de l'esprit humain. »

La référence est à nouveau la valeur esthétique, mais la poétique chrétienne, en raison de « valeurs créatrices issues du christianisme », est affirmée supérieure à la rhétorique des textes de l'Antiquité, et Chateaubriand se situe ainsi dans une tradition qui, depuis Guez de Balzac, Bossuet et Fénelon, trouvait ses modèles dans la parole biblique, reprise et commentée par les Pères de l'Église.
Citant Bossuet, Pascal et Racine, Chateaubriand souligne également l'importance du style personnel et reprend ainsi la revendication de Guez de Balzac : « l'écrivain original n'est pas celui qui n'imite personne, mais celui que personne ne peut imiter ». La Troisième République poursuit l'établissement de ce nouveau canon des belles-lettres, qui sacralise la littérature émancipée et devient la « pièce maîtresse d'une culture haute, dépositaire de textes scintillant pour l'éternité en raison de leur puissance esthétique et morale », créant une tradition suffisamment forte pour créer un lien social dans la société française moderne.

## À partir duXIXesiècle

### Enseignement
« Sur des pensers nouveaux faisons des vers antiques. »

— André Chénier, L'invention
Depuis la Troisième République, la notion de belles-lettres s'estompe, et leur enseignement décline progressivement sous l'influence de plusieurs facteurs : émancipation du français et déclin correspondant des langues anciennes, déclin de la rhétorique, prédominance du style personnel plutôt qu'académique. Déjà, dans les années 1850, Sainte-Beuve regrettait ce déclin « aujourd'hui, comme en 1643, il n'est que trop vrai qu'on est censé trop souvent avoir terminé ses classes sans avoir lu, véritablement lu, les principaux auteurs anciens, et sans avoir appris à les aimer, à les désirer connaître ».
Sous le Premier et le Second Empire le français n'était enseigné qu'indirectement par l'étude du latin (« la meilleure façon d'apprendre le français, pour des écoliers, c'est de traduire du latin »), et de la rhétorique à partir des textes anciens : le couple latin-rhétorique devait conduire l'élève à s'exprimer « en perfection dans un style définitif ». Après la défaite de 1870, l'approche littéraire des textes s'impose devant la rhétorique et le français commence à s'affirmer (d'abord par opposition à l'allemand et à l'anglais), aux côtés des langues anciennes, et « le latin et le grec furent plus ou moins rendus responsables de nos défaites ». À partir de 1880, une épreuve de français remplace le discours latin au baccalauréat.
Dans le même esprit que celui que revendiquait Guez de Balzac au XVIIe siècle, la reconnaissance d'un français littéraire est liée à une qualité dépassant la simple communication, et le style comme marque personnelle s'affirme à côté du style défini comme norme rédactionnelle : l'écriture n'est plus l'imitation des modèles anciens.
En 1950, les ouvrages d'enseignement de Lagarde et Michard marquent la fin de la rhétorique et de l'ornement stylistique, perçu comme des marques aristocratiques, et ce n'est qu'en 1960 qu'est créée l'agrégation de lettres modernes. La place des langues anciennes dans l'enseignement au lycée fait encore l'objet de nombreux débats, et en 2015, l'Académie des inscriptions et belles-lettres est consultée, dans le cadre de ses missions institutionnelles par le ministre de l'Éducation nationale, pour un avis sur la réforme de l'enseignement du latin et du grec.
Au XXIe siècle, l'enseignement des belles-lettres donnerait une conscience de l’histoire de la pensée contrairement au présentisme des sciences exactes qui, elles, se situent dans une actualité intemporelle. Cette histoire de la pensée littéraire, c'est par exemple Charles Maurras estimant que la poésie d'André Chénier, imprégnée de la mythologie grecque et de la littérature antique, a marqué à son tour les plus grands (Victor Hugo, Arthur Rimbaud...) de son idée de la beauté grecque. Mais, inaptes à accompagner le mouvement utilitariste actuel du règne du management et du modèle de l’entreprise, elles sont parfois accusées de constituer le lieu de l’élitisme et de la discrimination sociale.

### Esthétisme
« Est-il rien de plus admirable que cette société d'illustres égaux se révélant les uns aux autres par des signes, se saluant et s'entretenant ensemble dans une langue d'eux seuls comprise ? »

— Chateaubriand, Mémoires d'outre-tombe, XII, I

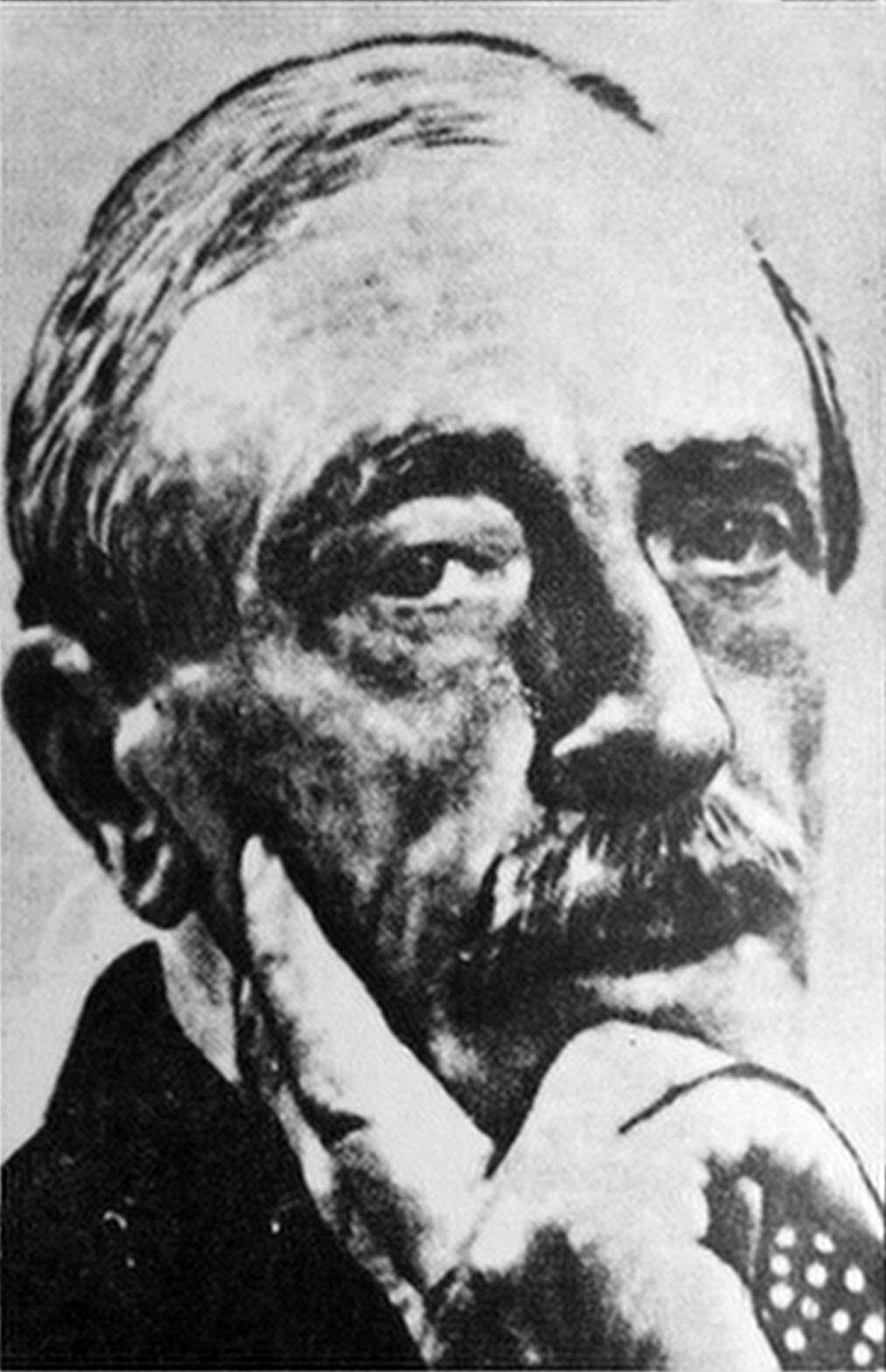
Paul ValéryDes ouvrages entièrement délicieux

Une langue classique existe encore dans l'écriture du XXe siècle, mais est définie par un langage soutenu et dans des formes définies depuis 1870, et non plus dans les principes du Grand Siècle.

Un courant esthétisant reste également présent au sein de la littérature écrite moderne, grâce à des poètes tels Mallarmé, ou Valéry qui se fit le défenseur de ce courant littéraire et de ses « ouvrages entièrement délicieux » : 

« On voit dans toutes les littératures apparaître, plus ou moins tard, une langue mandarine, parfois très éloignée de la langue usuelle ; mais en général, cette langue littéraire est déduite de l'autre, dont elle tire les mots, les figures et les tours les plus propices aux effets que recherche l'artiste en belles-lettres. Il arrive aussi que les écrivains se fissent un langage singulier. »

Marc Fumaroli souligne l'esthétisme de cette langue mandarine, dans un parallèle avec les lettrés du Moyen Âge : « il y a dans la connaissance des lettres, et de l'univers des livres, un « mystère » qui sépare aussi sûrement l'homme antique, médiéval, humaniste de ses semblables illettrés, que chez Mallarmé le « mystère dans les lettres », connu des seuls poètes, de l'ignorance philistine des bourgeois et des journalistes, tout lettrés qu'ils s'imaginent. »
La valeur littéraire est parfois reconnue pour des ouvrages d'autres disciplines de l'esprit, retrouvant ainsi la notion classique de littérature. Ainsi :
- le philosophe Bergson reçut le prix Nobel de littérature
- l'allocution Appel du 18 Juin du Général de Gaulle (« l'un des grands écrivains latins de langue française[58] ») est maintenant inscrite au programme de la classe de français, œuvre orale reconnue pour sa valeur littéraire et rhétorique[59], illustrant une tradition française que Marc Fumaroli souligne : « aucune nation européenne, depuis l'Antiquité, peut-être parce qu'aucune autre n'a autant que le royaume de France oscillé entre le désordre absolu, n'a aussi étroitement lié la quête du bon gouvernement à celle du meilleur style du dire poétique ».
- Jean Malaurie revendique la catégorie Littérature pour la Collection Terre humaine qu'il dirige, et publie ainsi Louons maintenant les grands hommes dont le style et la valeur littéraire excèdent ceux habituellement attendus du genre Ethnologie.

### Réminiscences
« Il m'apparut soudain que, si rien n'était retenu dans l'histoire de l'art que les seuls créateurs de formes nouvelles, c'en était fait de la culture ; que celle-ci impliquait une continuité et par conséquent des disciples, des imitateurs, des suiveurs qui fissent la chaîne, en un mot une tradition. »

— André Gide, Interviews imaginaires, V

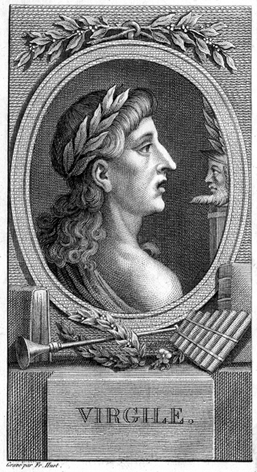
VirgileUn chef-d'œuvre grandit de tous les chefs- d'œuvre qu'il suscite

Francis Ponge défend le principe de l'imitation des textes anciens, parce qu'une œuvre littéraire n'existerait d'abord qu'en référence à un canon : « pour qu'un texte puisse, d'aucune manière, prétendre rendre compte d'une réalité du monde de l'étendue (ou du temps), enfin du monde extérieur, il faut qu'il atteigne d'abord à la réalité dans son propre monde, le monde des textes, lequel connaît d'autres lois. Lois dont certains chefs-d'œuvre anciens seuls peuvent donner idée ». Le corpus de référence est défini : « n'aurions-nous produit que Malherbe et Montesquieu, la maison était bâtie, aménagée, la cour pavée, et nous étions à l'abri pour des siècles. »
Il reprend la querelle que Guez de Balzac a fait naître trois siècles plus tôt, et vante le style personnel (avec l'esthétisme, l'inouï, la surprise), s'opposant ainsi à l'humanisme de Pascal : « des hommes, j'en vois tous les jours et je me moque d'en trouver dans un livre, où je cherche bien autre chose, dont ces messieurs n'ont seulement pas idée : par exemple ce je-ne-sais-quoi qui se trouve sur le visage des belles femmes (...) Je ne sache pas qu'un grand styliste ait échappé à cette accusation première (celle de préciosité). La sincérité profonde exige une manière nouvelle et qui paraît d'abord préciosité ».
De même, la connaissance scientifique que la tradition littéraire des belles-lettres revendiquait, serait également approchée par le poète : « certains spécialistes de certaines disciplines scientifiques m'ont félicité de mes connaissances ou intuitions dans les matières de leur compétence, par exemple des géologues à propos des Galets ou plus récemment un « chimiste-théorique » à propos du Savon ».
André Gide commente une remarque de Thierry Maulnier qui regrette que la littérature s'éloigne parfois du naturel des Anciens pour cultiver l'insolite, en particulier avec le Romantisme : « La poésie française se défie de toute matière brute et n'accueille volontiers les objets, les êtres, les sentiments que perfectionnés et ennoblis par une cohabitation déjà longue avec la littérature ». Les belles-lettres constitueraient une réserve de thèmes déjà familiers aux « Honnêtes Gens », courant le risque de constituer une poésie recuite et dans son Journal, le peintre Delacroix note cette réflexion : « ce qui fait les hommes de génie ou plutôt ce qu'ils font, ce ne sont pas les idées neuves, c'est cette idée, qui les possède, que ce qui a été dit ne l'a pas encore été assez. »

### Prolongements
« Ainsi les saisons des choses tournent avec le temps.

Ce qui avait du prix perd finalement tout prestige :

Une autre chose prend sa place et sort de l'ombre ;

de jour en jour plus convoitée, sa conquête applaudie,

elle jouit d'un prestige étonnant auprès des mortels. »

— Lucrèce, De rerum natura, V, 1276-1280

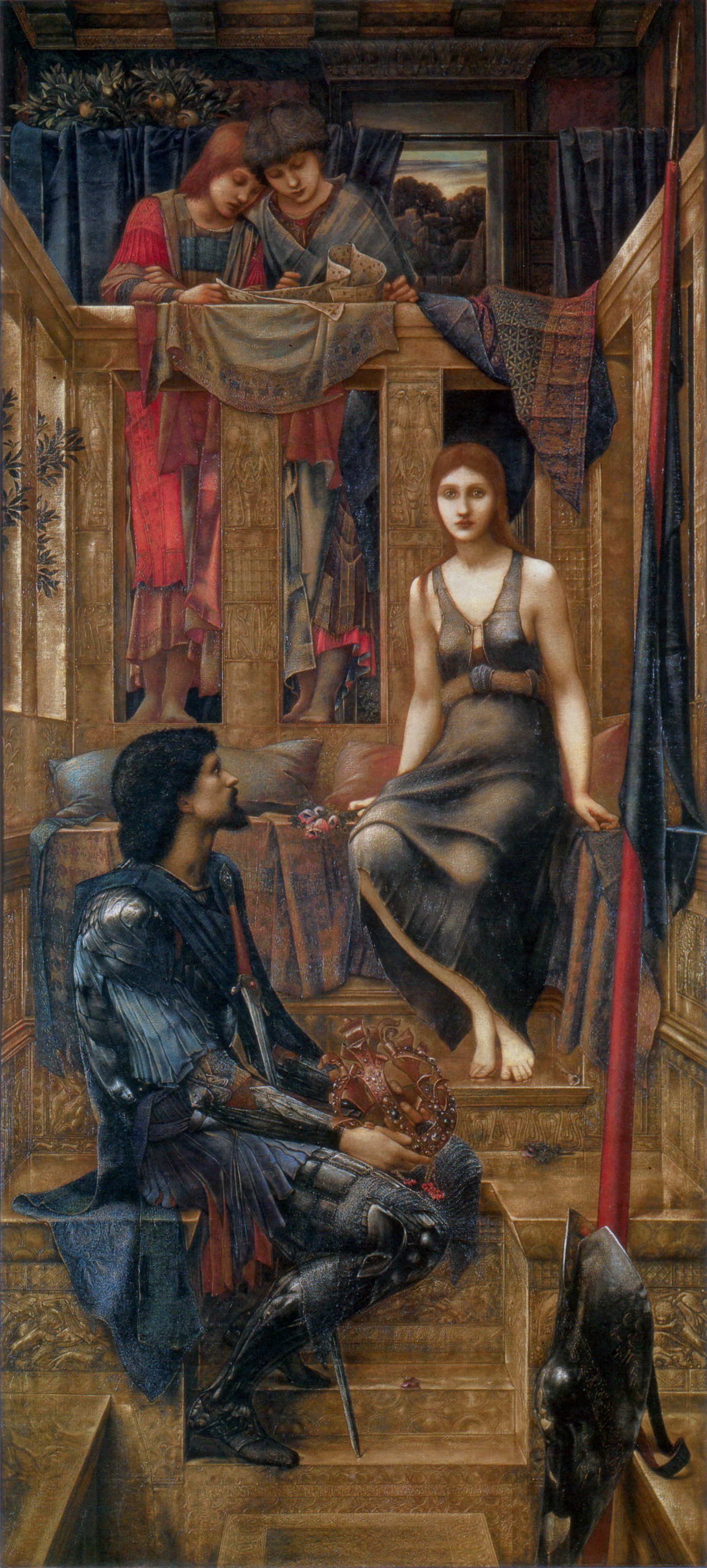
Julien GracqDernier Antimoderne, héritier des belles-lettres
Edward Burne-Jones, Le roi Cophetua et la mendiante vierge (1884)

Le courant des Antimodernes qu'Antoine Compagnon fait débuter à Chateaubriand et Joseph de Maitre, et s'achever avec Julien Gracq (ainsi opposé au Nouveau Roman) prolonge la tradition des belles-lettres. Pour Pierre Bourdieu, la sacralisation de ce courant littéraire serait une construction idéologique entretenue depuis le XIXe siècle, par les nations bourgeoises pour assurer leur propre domination.
Baudelaire, Huysmans (mais en s'attaquant aux figures tutélaires), Claudel, Giono, Valéry (traducteur des Bucoliques) parmi bien d'autres, se réfèrent ainsi encore à Virgile.
Le terme belles-lettres a conservé son synonyme humanités  pour désigner certaines classes d'enseignement au XXe siècle. Il s'est maintenant stabilisé, d'une part pour désigner les corpus littéraires classiques et de l'antiquité, et d'autre part comme une référence (péjorative ou laudative) pour les courants esthétisants.
- Ainsi, dans un ouvrage littéraire, Aude Locatelli rapproche les termes belles-lettres et jazz pour suggérer la dignité du jazz, son style démarqué de la musique classique, et aussi pour s'intéresser à l'influence de cette musique, déviante par rapport au classicisme de la musique classique, sur le style littéraire[69].
- Inversement, Jacques Bouveresse utilise ce terme dans un sens péjoratif, comme un écho de la querelle entre Buffon et Linné, dans le titre d'un ouvrage philosophique (Prodiges et vertiges de l'analogie - De l'abus des belles-lettres dans la pensée), pour stigmatiser les ouvrages d'épistémologie abusant (selon lui) des effets de style ou de vocabulaire. Il retrouve à cette occasion les termes de la critique que Fénelon adressait au parti philosophique et aux savants : « votre physique n'est qu'un amas de termes abstraits qui n'expliquent point la nature des corps ; c'est une physique métaphysiquée, ou, pour mieux dire, des noms vagues, pour habituer les esprits faibles à se payer de mots, et à croire entendre ce qu'ils n'entendent pas »[30].

### Conclusion

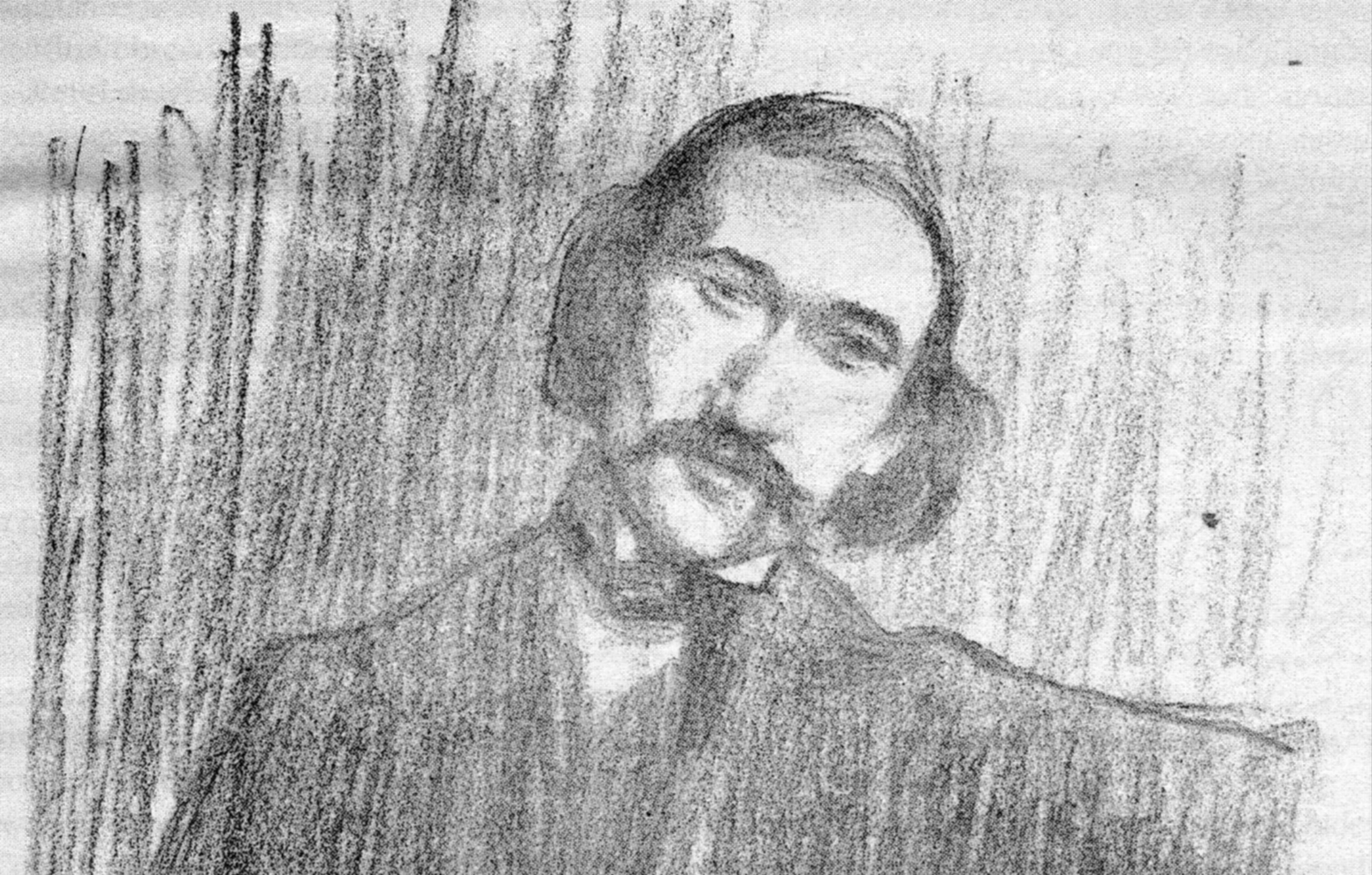
André Gide - Et Nunc Manet In Te

Les belles-lettres sont, au XXIe siècle, une notion évanescente. On peut proposer en conclusion le regard nostalgique mais sans regrets qu'André Gide portait déjà en 1909 sur les belles-lettres :

« Culture latine, de si belle et si souriante ordonnance, de frondaison si noblement et si élégamment clairsemée, que d'inquiétudes tu nous épargnes en nous invitant à ne consacrer qu'à la taille de vieux espaliers grecs notre zèle et notre industrie ! (…) »

mais en considérant les promesses de la littérature contemporaine, terres nouvelles, terrains d'alluvion nourris des cultures latines et grecques :

« (…) Ô terrains d'alluvion ! terres nouvelles, difficiles et dangereuses, mais fécondes infiniment ! C'est de vos plus farouches puissances, et qui n'écouteront d'autres contraintes qu'un art souverain, que naîtront, je le sais, les œuvres les plus merveilleuses. Je sais que vous attendez après nous. Que m'importent dès lors les Trianon les plus parés et les plus solennels Versailles ! Je ne laisserai pas habiter dans mon cœur plus de regrets que d'espérance, et ne retiendrai du passé que l'encouragement au futur. »

### Études universitaires
Ces études universitaires ont fourni, en plus des références explicites mentionnées, de nombreux éléments de réflexion nécessaires au travail de synthèse des connaissances, thématique et historique, de cet article.
 Claire Badiou-Monferran (dir.), La Littérarité des belles-lettres : Un défi pour les sciences du texte ?, Paris, Classiques Garnier, coll. « Investigations stylistiques », 2013, 505 p. (ISBN 978-2-8124-1328-5)
Doit-on et peut-on penser la beauté des belles-lettres, de la littérature d'avant la littérature ?
Contributions d'une trentaine de chercheurs réunis en 2012 à la Sorbonne
 J.-Y. Tadié (dir.), J. Cerquigni-Toulet, F. Lestringant, G. Forestier et E. Bury, La littérature française : dynamique & histoire, t. I, Gallimard, coll. « folio essais », 2007 (ISBN 978-2-07-041885-5)
Réponses à la question : Que fut, à chaque grand âge de l'histoire culturelle de la France, la littérature, pour les contemporains ?
La partie « XVIIe siècle » évoque en particulier l'apparition des belles-lettres et la conversation mondaine
 F. Salaün (dir.) et J-P. Schandeler (dir.), Entre belles-lettres et disciplines : Les savoirs au XVIIIe siècle, Ferney-Voltaire, Centre International d'étude du XVIIIe siècle, 2011, 201 p. (ISBN 978-2-84559-088-5)
Comment une culture structurée en profondeur par les belles-lettres, a pu produire et communiquer des savoirs ?
 Norbert Savariau, Louis de Fontanes : Belles-lettres et enseignement de la fin de l'Ancien Régime à l'Empire, Voltaire Foundation Oxford, 2002, 393 p. (ISBN 978-0-7294-0715-1)
Thèse soutenue en 1991.
 Gilles Philippe (dir.) et Julien Piat (dir.), La langue littéraire : Une histoire de la prose en France de Gustave Flaubert à Claude Simon, Paris, fayard, 2009, 570 p. (ISBN 978-2-213-63115-8)
Histoire de la littérature française depuis Flaubert en prenant appui sur les faits de langue et de style.
 Michèle Gally, Les humanités : une formation et un savoir, 2005 (lire en ligne)
Intervention de l'auteur à l'université d'été de Clermont l'Hérault

### Essais littéraires
Ces essais ont apporté de nombreux éléments complémentaires aux synthèses universitaires.
- (la) Philippe Heuzé (trad. du latin), Fortune de Virgile, préface de Virgile : Œuvres complètes, Paris, Gallimard, coll. « Bibliothèque de la Pléiade », 2015, 1386 p. (ISBN 978-2-07-011684-3)

Philippe Heuzé retrace les fortunes de Virgile au cours des différentes périodes littéraires
- Gilles Philippe, Le français, dernière des langues : histoire d'un procès littéraire, Paris, puf, 2010, 305 p. (ISBN 978-2-13-058681-4)

La langue française a suscité des éloges mais aussi des discours voulant qu'elle fût imparfaite : histoire de ce lieu de mémoire.
Marc Fumaroli 

Académicien, professeur au Collège de France, historien de la rhétorique, il s'est intéressé en particulier à la littérature et à la culture européennes du XVIe siècle au XVIIIe siècle.
- L'École du silence, Flammarion, coll. « Champs arts », 200_, 669 p. (ISBN 978-2-08-121754-6)

Recueil d'articles sur les arts associant, au XVIIe siècle, la parole et l'image, et la rhétorique académique.
- Exercices de lecture, Gallimard, coll. « nrf Bibliothèque des Idées », 2009, 778 p. (ISBN 978-2-07-072985-2)

Recueil d'articles consacrés, selon l'expression de l'auteur, « à la fonction de la littérature comme lien de civilisation entre individus jaloux de leur individualité »
L'article De la civilité à la citoyenneté aborde largement la conversation dans le cadre littéraire des belles-lettres.
- La Querelle des Anciens et des Modernes, Gallimard, coll. « folio Classique », 2012, 893 p. (ISBN 978-2-07-038752-6)

Recueil de textes extraits de différents ouvrages classiques traitant de cette querelle.
Préface de Marc Fumaroli
- La République des Lettres, Paris, Gallimard, coll. « nrf - Bibliothèque des histoires », 2015, 480 p. (ISBN 978-2-07-073064-3)

Réflexions sur l'ancienne conception des Humanités
- Le sablier enversé, Paris, Gallimard, coll. « tel », 2013, 733 p. (ISBN 978-2-07-013507-3)

Trois essais autour de la Querelle des Anciens et des Modernes

### Littérature
Les ouvrages de cette liste ont permis d'illustrer les éléments présentés dans l'article.
- Georges-Louis Leclerc de Buffon, Œuvres, Paris, Gallimard, coll. « Bibliothèque de la Pléiade », 2007, 1677 p. (ISBN 978-2-07-011803-8)

Buffon (1707-1788) - Écrivain, philosophe et scientifique.
Buffon développe ses idées sur le ton, le style et le langage savant dans deux essais Discours sur le style et Premier discours. L'Histoire naturelle est écrite avec le style belles-lettres.
François-René de Chateaubriand
(1768-1848) - Écrivain et homme politique.
Le Génie du christianisme est un essai à la gloire de la religion chrétienne. Les parties II (poétique du christianisme) et III (Beaux-arts et littérature) évaluent et comparent la littérature classique et la littérature antique.
- Mémoires d'Outre-Tombe, Gallimard, coll. « Bibliothèque de la Pléiade », 2003 (ISBN 978-2-07-010863-3)
- Génie du christianisme, Gallimard, coll. « Bibliothèque de la Pléiade », 2003 (ISBN 978-2-07-010863-3)

- Émile Deschanel, Histoire de la conversation, Michel Lévy Frères, coll. « Hetzel et Lévy », 1857

Émile Deschanel (1819-1904) - Écrivain et homme politique.
Origines et tableau de la conversation mondaine à la période classique
- Louis Domairon, Principes généraux des Belles Lettres : à l'usage des lycées, collèges, et maisons d'éducation, Batterville, 1815

Fénelon
(1651-1715) - Homme d'église et homme de lettres.
Diverses œuvres impliquées dans la réflexion sur les belles-lettres : en particulier Les aventures de Télémaque et Lettre à l'Académie
- Œuvres, t. I, Paris, Gallimard, coll. « Bibliothèque de la Pléiade », 2003, 1637 p. (ISBN 2-07-011017-6)
- Œuvres, t. II, Gallimard, coll. « Bibliothèque de la Pléiade », 2003, 1831 p. (ISBN 978-2-07-011338-5)

- André Gide, Essais : Critiques, Paris, Gallimard, coll. « Bibliothèque de la Pléiade », 1999, 1305 p. (ISBN 2-07-011504-6)

André Gide (1869-1951) - Écrivain et essayiste français.
- Aude Locatelli, Jazz belles-lettres : Approche comparatiste des rapports du jazz et de la littérature, Paris, Classiques Garnier, coll. « Perspectives comparatistes », 2012, 220 p. (ISBN 978-2-8124-0352-1)

Aude Locatelli Professeur de littérature générale et comparée.
L'ouvrage cherche à faire valoir la dimension vivante des écritures influencées par le jazz.
- Michel de Montaigne, Essais, Paris, Gallimard, coll. « Bibliothèque de la Pléiade », 2007, 1975 p. (ISBN 978-2-07-011505-1)

Michel de Montaigne (1533-1592) - Homme politique et homme de lettres
Les Essais sont rédigés à partir de 1572. L'auteur écrit un « registre des essais de sa vie ».
- Blaise Pascal, Œuvres complètes, t. II, Paris, Gallimard, coll. « Bibliothèque de la Pléiade », 2006, 1710 p. (ISBN 2-07-011407-4)
- Francis Ponge et Bernard Beugnot (Notice), Œuvres complètes, t. II, Paris, Gallimard, coll. « Bibliothèque de la Pléiade », 2002, 1843 p. (ISBN 2-07-011493-7)

Pour un Malherbe est une défense et illustration d'une poétique à laquelle Malherbe sert de masque et d'intercesseur, à la fois personnelle et propre à la modernité.
- Charles-Augustin Sainte-Beuve, Port-Royal : Livres I à V,8, Robert Laffont, coll. « Bouquins », 2004, 2399 p. (ISBN 978-2-221-10184-1)

Fresque de Port-Royal, rédigée à partir de leçons donnée à Lausanne entre 1840 et 1859
- Germaine de Staël (préf. Gérard Gengembre et Jean Goldzink), De la littérature, Flammarion, coll. « GF Flammarion », 2007 (ISBN 978-2-08-070629-4)

Contribution à l'invention de la notion moderne de la littérature. Essai de réunifier la philosophie et les belles-lettres dans une approche classique.
- Paul Valéry, Œuvres, t. 1, Gallimard, coll. « Bibliothèque de la Pléiade », 1992 (ISBN 2-07-010576-8)

Paul Valéry (1871-1945) - Académicien, poète, philosophe et essayiste français.
Les essais regroupés sous le titre Variété sont des études littéraires : voir en particulier Lettre sur Mallarmé et Discours sur l'esthétique
- Collectif, Tableau de la littérature française, t. de Corneille à Chénier, Gallimard, 1962

Compilation d'études littéraires par différents écrivains.